# کایل کوزما
کایل کوزما (به انگلیسی: Kyle Kuzma) (زاده ۲۴ ژوئیه ۱۹۹۵) بسکتبالیست حرفه‌ای آمریکایی شاغل در تیم میلواکی باکس حاضر در اتحادیه ملی بسکتبال است. کوزما در بسکتبال دانشگاهی برای یوتا بازی می‌کرد. در فصل ۲۰۱۶-۲۰۱۷ توانست در تیم اول منتخب فصل حضور یابد. او در درفت ان‌بی‌ای سال ۲۰۱۷ به عنوان پیک ۲۷ راند اول انتخاب شد. 
کایل الکساندر کوزما (زاده ۲۴ ژوئیه ۱۹۹۵) یک بسکتبالیست حرفه ای آمریکایی برای میلواکی باکس اتحادیه ملی بسکتبال (NBA) است.  او بسکتبال کالج را برای یوتا یوتس بازی کرد و در سال 2016–2017 به عنوان نوجوانان در مسابقات Pac-12 به عنوان تیم اول کنفرانس انتخاب شد.  کوزما در دور اول درفت NBA 2017 با انتخاب کلی 27 انتخاب شد و در سال 2018 به تیم اول همه تازه کار NBA با لس آنجلس لیکرز معرفی شد. او در سال 2020 با لیکرز قهرمان NBA شد و در سال 2021 به واشنگتن ویزاردز مبادله شد.  و در سال ۲۰۲۴ به میلواکی باکس پیوست

## زندگی
کوزما که در فلینت، منطقه میشیگان بزرگ شده است، پسر کری کوزما، قهرمان تیراندازی دبیرستانی است که با بورسیه تحصیلی در کالج تحصیل کرده است.  او یک برادر ناتنی کوچکتر به نام آندره و یک خواهر ناتنی کوچکتر به نام برایانا دارد.[1]  کوزما دو نژادی است.[2]  کوزما تنها یک بار در کودکی پدرش را ملاقات کرد، اما پدر خواهر و برادر ناتنی خود، لری اسمیت، را به عنوان یک شخصیت پدری می‌دید.[1]  زمانی که کایل تنها دو سال داشت، کری کوزما و اسمیت یک لبه بسکتبال اسباب‌بازی را در اتاق نشیمن گذاشتند، بنابراین شور و شوق او را برای بسکتبال شعله‌ور ساختند.
کوزما فلینت را به عنوان مکانی واقعاً خشن [که در آن] وسوسه زیادی برای وارد شدن به خیابان وجود دارد
توصیف کرده است.  با این حال، کوزما بسکتبال را به عنوان "پناهگاه امن" خود توصیف کرد.[3]  کوزما در Swartz Creek Community Schools حضور یافت و به دبیرستان بنتلی در میشیگان منتقل شد، جایی که او میانگین 17.9 امتیاز، 14.4 ریباند، 3.8 پاس منجر به گل و 3.4 بلوک در هر بازی را به عنوان یک نوجوان کسب کرد.[1]  کوزما نوارهایی از تیراندازی خود در YMCA را به مدارس مقدماتی فرستاد.  وین اسپاراسیو، سرمربی در آکادمی رایز در فیلادلفیا، بازیکن خامی با وزن 6 فوت 6 اینچ (1.98 متر)، 175 پوند (79 کیلوگرم) را دید که حس فوق العاده ای به بازی داشت و بلافاصله او را به بازی آورد.[4]  کوزما به عنوان یک دانش‌آموز دبیرستانی در Rise Academy، میانگین 22 امتیاز و هفت ریباند در هر بازی به دست آورد.[1]  قبل از تصمیم گیری در مورد دانشگاه یوتا، کوزما پیشنهادهایی برای بازی با مدارس بخش اول از جمله کانکتیکات، ایالت آیووا، تنسی، و میسوری دریافت کرد

## سابقه حضور در مسابقات دانشگاهی
او ابتدا در تیم اسوارتز کریک کمیوتی اسکول حضور داشت و سپس به تیم دبیرستان بنتلی منتقل شد؛ جایی که توانست میانگین ۱۷٫۹ امتیاز و ۱۴٫۴ ریباند و ۳٫۸ استیت و ۳٫۴ بلاک را ثبت کند. 
پس از مدتی، او به تیم رایز آکادمی در فیلادلفیا رفت و رکورد ۲۲ امتیاز و ۷ ریباند را ثبت نمود. او چند پیشنهاد برای بازیکن کردن در دسته۱ مسابقات دانشگاهی از کالج‌های کنتیکت، لووا استیت، تنیسه، میسوزی و چندی دیگر دریافت کرد و در آخر تصمیم گرفت برای یوتا بازی کند.
کوزما در سال 2013 در دانشگاه یوتا ثبت نام کرد. او سال اول تحصیلی خود را به دلیل اینکه دیر قرارداد امضا کرد، پیراهن قرمز کرد. او در سال دوم خود برای یوتس شروع کننده شد، زمانی که او میانگین 10.8 امتیاز در هر بازی را به دست آورد.[5] به عنوان جوان در سال 2016–2017، او میانگین 16.4 امتیاز، 9.3 ریباند، و 2.4 پاس منجر به گل در هر بازی را به دست آورد که افتخارات تیم اول All-Pac-12 را برای او به ارمغان آورد.[6] پس از این فصل، کوزما تصمیم گرفت که وارد درفت NBA 2017 شود و سال آخر خود را برای بسکتبال کالج نگذراند. کوزما از دانشگاه یوتا در رشته جامعه شناسی فارغ التحصیل شد.

## سابقه دانشگاهی
کوزما در سال ۲۰۱۳ در کالج یوتا ثبت نام کرد. در فصل اول چندان زمانی به او برای بازی نرسید. به عنوان سال دومیِ، او بازیکن استارتر تیم خود شد و میانگین ۱۰٫۸ امتیاز و ۵٫۷ ریباند را ثبت کرد.  به عنوان جوان در فصل ۲۰۱۶-۲۰۱۷، او میانگین ۱۶٫۴ امتیاز و ۹٫۳ ریباند و ۲٫۴ پاس منجر به گل طی هر بازی را ثبت کرد و جزو منتخب تیم اول مسابقات انتخاب شد.  بعد این فصل، کوزما تصمیم گرفت وارد درفت ان‌بی‌ای ۲۰۱۷ بشود. او در دانشگاه در رشته جامعه شناسی تحصیل می‌کند. 

## سابقه حرفه‌ای

### درفت ان‌بی‌ای ۲۰۱۷
کوزما به عنوان پیک ۲۷ در درفت ۲۰۱۷ توسط بروکلین نتس انتخاب شد. در روز خرید و فروش درفت، او همراه با بروک لوپز در قبال دی‌آنجلو راسل و تیموفی موزگوف به لس آنجلس لیکرز رفت.  قبل از درفت، پیش‌بینی شده بود که کوزما در دور دوم قرار بگیرد و یا حتی انتخاب نشود.  در سوم ژوئیه ۲۰۱۷ او به عنوان روکی با قراردادی به لیکرز پیوست. 
9 ژانویه 2019، او با پیروزی 113–100، در مقابل دیترویت پیستونز 41 امتیاز کسب کرد.[22]  او دوباره برای بازی ستاره‌های نوظهور[19] انتخاب شد و پس از کسب امتیاز بالای 35 بازی، افتخارات MVP را کسب کرد.[23]
لس آنجلس لیکرز(۲۰۱۹-۲۰۲۱)
در 10 آگوست 2020، کوزما یک امتیاز سه امتیازی بازی را به ثمر رساند تا لیکرز را به پیروزی 124–121 بر دنور ناگتس برساند تا شب 25 امتیازی خود را به پایان برساند.[24]  در فصل بعد، او در بازی 3 فینال NBA، 19 امتیاز بالاترین امتیاز پلی آف حرفه ای را در باخت 115–104 مقابل میامی هیت به دست آورد.  لیکرز این سری را با نتیجه 4–2 برد تا با هفدهمین قهرمانی NBA خود در لیگ به تساوی برسد.
در 21 دسامبر 2020، کوزما قراردادی سه ساله به مبلغ 40 میلیون دلار با لیکرز تمدید کرد.[25]
واشنگتن ویزاردز (2021–2025)
در 6 آگوست 2021، کوزما به عنوان بخشی از بسته ای برای راسل وستبروک به واشینگتن ویزاردز مبادله شد.[26]  کوزما اولین بازی خود برای ویزاردز را در 20 اکتبر انجام داد و یازده امتیاز، 15 ریباند و سه پاس منجر به گل را در پیروزی 98–83 مقابل تورنتو رپتورز ثبت کرد.[27]  در 10 نوامبر، او در کوارتر چهارم یک بازی مقابل کلیولند کاوالیرز، چهار سه اشاره کرد، از جمله دو ضربه در 30 ثانیه پایانی تا ویزاردز را به برد 97–94 برساند.[28]  در 8 دسامبر، کوزما 26 امتیاز، هفت ریباند، چهار پاس منجر به گل را به نام خود ثبت کرد و در پیروزی 119–116 مقابل دیترویت پیستونز، یک امتیاز سه امتیازی را به ثبت رساند.[29]  در 3 ژانویه 2022، او در پیروزی 124–121 مقابل شارلوت هورنتس، 36 امتیاز در کنار 14 ریباند و شش پاس منجر به گل به دست آورد.[30]  در 9 ژانویه، کوزما 22 ریباند، در کنار 27 امتیاز، در پیروزی 102–100 مقابل اورلاندو مجیک به دست آورد.[31]  در 10 فوریه، او اولین تریپل دابل حرفه ای خود را در پیروزی 113–112 مقابل بروکلین نتز ثبت کرد و 15 امتیاز و 13 ریباند و 10 پاس منجر به گل به دست آورد.[32]  در 25 فوریه، کوزما با 36 امتیاز، در کنار 8 ریباند، 7 پاس منجر به گل و دو توپ ربایی، در یک باخت دوبل 157–153 در وقت اضافه مقابل سن آنتونیو اسپرز، رکورد فصل خود را به دست آورد.[33]
در 11 ژانویه 2023، کوزما 21 امتیاز به دست آورد و در پیروزی 100–97 مقابل شیکاگو بولز، یک بازی سه امتیازی برد.[34]  در بازی بعدی، کوزما 40 امتیاز، به همراه هفت ریباند و هفت پاس منجر به گل در باخت 112–108 مقابل نیویورک نیکس به دست آورد.[35]
در 20 ژوئن 2023، کوزما گزینه بازیکن 13 میلیون دلاری خود را رد کرد و به آژانس آزاد راه یافت؛ [36] با این حال، در 30 ژوئن او قراردادی چهار ساله به ارزش 102 میلیون دلار برای ماندن در ویزاردز امضا کرد.[37]
میلواکی باکس (2025–اکنون)
در 6 فوریه 2025، کوزما به عنوان بخشی از معامله چند تیمی به میلواکی باکس مبادله شد.

## لس آنجلس لیکرز (۲۰۱۷-۲۰۲۱)

### فصل ۱۸-۲۰۱۷؛ آغاز غیرمنتظره
طی هفت بازی از هشت بازی که او در لیگ تابستانی ۲۰۱۷ برای لیکرز بازی کرد (۶ بازی به عنوان استارتر) کوزما برای تیم امتیازات زیادی آورد و حضور مداوم در مسابقات داشت. او میانگین ۲۱٫۹ امتیاز و ۶٫۴ ریباند و ۲٫۷ پاس منجر به گل و ۱٫۴ بلاک و ۱٫۱ توپ ربایی را ثبت کرد و در تیم دوم مسابقات تابستانی سال قرار گرفت. او همچنین پس از کسب ۳۰ امتیاز و ۱۰ ریباند و ثبت دبل دبل در روز پیروزی مقابل پورتلند تریل بلیزرز در این مسابقات به عنوان MVP دست یافت. 
در ۳ نوامبر ۲۰۱۷، در اول روز حضورش به عنوان استارتر، او اولین دبل-دبل خود را با ۲۱ امتیاز و ۱۳ ریباند در روز پیروزی مقابل بروکلین نتس کسب کرد.  در ۱۵ نوامبر، ۲۴ امتیاز در روز شکست مقابل فیلادلفیا سونتی‌سیکسرز کسب کرد که بیشترین امتیاز دوران بازیکنی او بود.  در ۱۷ نوامبر، او دبل-دبل دیگری را با ۳۰ امتیاز (رکورد شخصی) و ۱۰ ریباند در روز شکست ۱۲۲-۱۱۳ مقابل فینیکس سانز ثبت کرد.  کوزما به عنوان روکی ماه کنفرانس غرب برای بازی‌های اکتبر/نوامبر نامیده شد. در ۲۰ بازی، او میانگین بالای ۱۶٫۷ امتیاز، ۵۰٫۴ درصد دقت پرتاب منظقه‌ای و ۳۷٫۹ درصد پرتاب سه امتیازی را برجا گذاشت. او اولین بازیکن روکی تاریخ ان‌بی‌ای است که توانست حداقل ۳۳۰ امتیاز، ۱۲۰ ریباند و بیش از ۳۰ پرتاب سه امتیازی موفق را در ۲۰ بازی ثبت کند.  او ششمین بازیکنی است که توانسته این جایزه را در ماه اول حضورش کسب کند در شرایطی که جزو ۱۴ پیک اول درفت یا اصطلاحا پیک های لاتاری درفت نبوده است. 
در ۲۰ دسامبر، او  ۳۸ امتیاز با ۷۰ درصد پرتاب منطقه‌ای موفق را در روز پیروزی ۱۲۲-۱۱۶ مقابل هیوستون بدست آورد تا نوار ۱۴ برد متوالی هیوستون پاره شود.(بهترین رکورد او ۴۱ امتیاز است)  در بازی بعدی، کوزما ۲۷ امتیاز کسب کرد اما نتوانست مانع شکست ۱۱۳-۱۰۶ مقابل گلدن استیت واریرز شود، با این وجود او به اولین بازیکن روکی بعد از جری وست از سال ۱۹۶۱ تبدیل شد که در سه بازی پشت سر هم ۲۵ یا بیشتر امتیاز کسب کند.  
کوزما یه همراه همتیمی اش لانزو بال به مسابقه ستارگان در حال رشد آل استار ۲۰۱۸ دعوت شد  و در پایان فصل در تیم اول منتخب سال اولی های فصل ۱۸-۲۰۱۷ قرار گرفت.  و چهارمین بازیکن سال اولی فصل لقب گرفت. او میانگین ۱۶٫۱ امتیاز و ۶٫۳ ریباند و ۴۵٪ پرتاب منطقه ای و ۳۶٪ سه امتیازی را در اولین فصل حضورش در لیگ ثبت کرد و همچنین با زدن ۱۵۹ سه امتیازی موفق چهارمین سال اولی برتر تاریخ در این بخش شد و بعد داناوان میچل، دیمین لیلارد و استفن کری قرار گرفت. 

### فصل ۱۹-۲۰۱۸؛ ارزشمندترین بازیکن مسابقه ستارگان در حال رشد
کوزما در ۲۲ اکتبر در دومین بازی فصل لیکرز، ۳۷ امتیاز مقابل سن آنتونیو اسپرز گرفت که بیشترین امتیاز کسب شده او در دوران حرفه ای اش بود. در ۹ ثانویه کایل رکورد بیشترین امتیازش در دوران بازیگری اش را افزایش داد و در روز پیروزی ۱۱۳-۱۰۰ مقابل دیترویت پیستونز ۴۱ امتیاز گرفت. او به مسابقه ستارگان درحال رشد سال ۲۰۱۹ هم دعوت شد و با کسب ۳۵ امتیاز که بیشترین امتیاز کسب شده یک بازیکن در تاریخ لیکرز در این مسابقه بود جایزه MVP آن را برای خود کرد.  کایل کوزما در فصل ۱۹-۲۰۱۸ میانگین ۱۸٫۷ امتیاز، ۲٫۵ اسیست، ۵٫۵ ریباند، ۴۵٪ پرتاب منطقه ای و ۷۵٪ پرتاب آزاد را در هر بازی ثبت کرد. 